# Alchemilla brummittii
Alchemilla brummittii é uma espécie de rosácea do gênero Alchemilla, pertencente à família Rosaceae.